# Žiga Jerman
Žiga Jerman, né le 26 juin 1998, est un coureur cycliste slovène.

## Biographie
En mars 2018, il remporte Gand-Wevelgem espoirs, une des épreuves de la Coupe des Nations espoirs.
Il effectue un stage avec la formation WorldTour Groupama-FDJ au second semestre 2019.
Le 26 avril 2022, il met un terme à sa carrière de coureur, à 23 ans.

## Palmarès sur route

### Par années
- 2015
  - 2e du Gran Premio dell'Arno
- 2016
  - Trofeo Pietro Merelli
  - 2e du championnat de Slovénie sur route juniors
  - 6e du championnat du monde sur route juniors
- 2017
  - 2e étape du Tour de Hongrie
  - 2e du Grand Prix Kranj
  - 3e de Croatie-Slovénie
- 2018
  - Gand-Wevelgem espoirs
  - 2e du Gran Premio della Liberazione
- 2019
  - 2e d'Entre Brenne et Montmorillonnais
  - 3e du Trophée de l'Essor
  - 3e du Grand Prix Criquielion

### Classements mondiaux
| Année                                 | 2017 | 2018 | 2019 | 2020  | 2021  |
| ------------------------------------- | ---- | ---- | ---- | ----- | ----- |
| Classement mondial                    | 790e | 658e | 663e | 1819e | 1075e |
| UCI Europe Tour                       | 492e | 397e | 490e | 1346e | 797e  |
|                                       |      |      |      |       |       |
| Légende : nc = non classéSource : UCI |      |      |      |       |       |

## Palmarès sur piste
- 2022
  -  Champion de Slovénie de vitesse par équipes (avec Anže Skok et Jernej Hribar)[3]